# Wierzę, wątpię, szukam
Wierzę, wątpię, szukam – katolicki program publicystyczny emitowany od lat 90. XX wieku do sierpnia 2012 roku na kanałach WOT (obecny TVP3 Warszawa), TVP Polonia i TVP Info. Redaktorem naczelnym programu był ksiądz Wiesław Niewęgłowski.
Tematyką programu były różnorodne zagadnienia związane z wiarą, etyką i normami postępowania oraz aktualne problemy Kościoła katolickiego. Każdy odcinek dzielił się na kilka felietonów występujących w następującym cyklu: Kalendarium, omawiające najważniejsze święta związane z liturgią chrześcijańską; Słownik polsko-polski przedstawiający współczesne problemy Kościoła polskiego; W Kościele, prezentujący najważniejsze wydarzenia liturgiczne i w życiu wspólnotowym; Z życia wzięte, ilustrujące istotne dla świata katolickiego wydarzenia społeczne i naukowe; Kulturę i sacrum, prezentujące dzieła wybitnych artystów światowych oraz wydarzenia kulturalne w świecie chrześcijańskim; a także Chrystus dzisiaj, będący refleksją na temat postaw człowieka we współczesności.
Pod koniec lat 90. XX wieku program oglądało od kilku do kilkuset tysięcy widzów.
Zastąpiony przez program Kościół z bliska.